# Équipe d'Angola de rink hockey
L'équipe d'Angola de rink hockey est la sélection nationale qui représente l'Angola en rink hockey.

## Résultats de l'équipe d'Angola

### Adversaires de l'équipe d'Angola
| Adversaire       | J   | G  | N  | P   | Bp  | Bc  | Diff | Premier match                | Dernier match                  | Plus large victoire    | Plus large défaite              | Référence |
| ---------------- | --- | -- | -- | --- | --- | --- | ---- | ---------------------------- | ------------------------------ | ---------------------- | ------------------------------- | --------- |
| Allemagne        | 17  | 5  | 3  | 9   | 46  | 59  | -13  | 12/04/1982 (1-3) à Montreux  | 16/08/2012 (4-2) à Huambo      | 5-2 (09/04/2007)       | 0-7 (06/05/1982)                |           |
| Andorre          | 2   | 1  | 0  | 1   | 4   | 3   | +1   | 04/10/1993 (0-2) à Bassano   | 22/09/1995 (4-1) à Recife      | 4-1 (22/09/1995)       | 0-2 (04/10/1993)                |           |
| Angleterre       | 18  | 8  | 3  | 7   | 67  | 59  | +7   | 22/11/1984 (1-1) à Paris     | 29/09/2011 (7-1) à San Juan    | 7-1 (29/09/2011)       | 1-2 (27/05/2005)                |           |
| Argentine        | 16  | 0  | 4  | 12  | 28  | 102 | -74  | 12/04/1982 (1-12) à Montreux | 24/04/2011 (2-2) à Montreux    | -                      | 1-12 (12/04/1982 et 08/06/1999) |           |
| Australie        | 5   | 2  | 3  | 0   | 14  | 9   | +5   | 03/05/1982 (1-1) à Lisbonne  | 07/08/1992 (2-0) à Barcelone   | 6-3 (13/10/1989)       | -                               |           |
| Autriche         | 1   | 1  | 0  | 0   | 11  | 3   | +8   | 20/06/2009 (11-3) à Blanes   | -                              | 11-3 (20/06/2009)      | -                               |           |
| Belgique         | 1   | 0  | 0  | 1   | 0   | 1   | -1   | 24/11/1984 (0-1) à Paris     | -                              | -                      | 0-1 (24/11/1984)                |           |
| Brésil           | 13  | 3  | 0  | 10  | 31  | 55  | -24  | 09/05/1982 (1-5) à Barcelos  | 17/08/2012 (6-0) à Huambo      | 6-0 (17/08/2012)       | 1-8 (07/08/1992)                |           |
| Canada           | 2   | 2  | 0  | 0   | 25  | 6   | +19  | 17/10/1992 (16-5) à Andorre  | 08/11/1994 (9-1) à Rengo       | 16-5 (17/10/1992)      | -                               |           |
| Chili            | 10  | 6  | 2  | 2   | 24  | 15  | +9   | 07/05/1982(2-4) à Barcelone  | 18/08/2012 (3-1) à Huambo      | 3-0 (25/07/1991)       | 2-4 (07/05/1982)                |           |
| Colombie         | 9   | 8  | 0  | 1   | 33  | 14  | +19  | 15/05/1982 (4-1) à Barcelos  | 15/08/2012 (7-2) à Huambo      | 7-2 (15/08/2012)       | 3-4 (20/11/1984)                |           |
| Espagne          | 14  | 0  | 0  | 14  | 14  | 119 | -105 | 12/05/1982 (1-12) à Barcelos | 12/09/2011 (5-15) à Sant Cugat | -                      | 0-12 (12/09/1988)               |           |
| États-Unis       | 11  | 1  | 3  | 7   | 23  | 39  | -16  | 13/05/1982 (0-4) à Barcelos  | 26/09/2011 (7-4) à San Juan    | 7-4 (26/05/2011)       | 1-6 (15/09/1988)                |           |
| France           | 17  | 6  | 3  | 8   | 56  | 66  | -10  | 12/04/1982 (5-13) à Montreux | 21/04/2011 (4-4) à Montreux    | 8-2 (09/10/1993)       | 5-13 (12/04/1982)               |           |
| Guatemala        | 1   | 1  | 0  | 0   | 30  | 2   | +28  | 02/05/1982 (27-1) à Lisbonne | -                              | 30-2 (02/05/1982)      | -                               |           |
| Inde             | 1   | 1  | 0  | 0   | 39  | 1   | +38  | 18/10/1992 (39-1) à Andorre  | -                              | 39-1 (18/11/1992)      | -                               |           |
| Irlande          | 1   | 1  | 0  | 0   | 17  | 0   | +17  | 19/11/1984 (17-0) à Paris    | -                              | 17-0 (19/11/1984)      | -                               |           |
| Italie           | 13  | 1  | 0  | 12  | 20  | 84  | -64  | 12/04/1982 (0-7) à Montreux  | 10/07/2009 (5-2) à Vigo        | 5-2 (10/07/2009)       | 1-16 (16/05/1982)               |           |
| Japon            | 1   | 1  | 0  | 0   | 12  | 0   | +12  | 19/11/1984 (12-0) à Paris    | -                              | 12-0 (19/11/1984)      | -                               |           |
| Mexique          | 1   | 1  | 0  | 0   | 8   | 5   | +3   | 18/11/1984 (8-5) à Paris     | -                              | 8-5 (18/11/1984)       |                                 |           |
| Macao            | 6   | 6  | 0  | 0   | 102 | 17  | +85  | 18/11/1984 (12-0) à Paris    | 22/04/2011 (30-3) à Montreux   | 30-3 (22/04/2011)      | -                               |           |
| Mozambique       | 11  | 7  | 2  | 2   | 32  | 22  | +10  | 18/10/1987 (1-0) à Montreux  | 19/08/2012 (6-3) à Huambo      | 5-1 (15/08/2003)       | 1-3 (19/10/1992)                |           |
| Nouvelle-Zélande | 2   | 2  | 0  | 0   | 15  | 4   | +11  | 17/11/1984 (3-2) à Paris     | 09/11/1994 (12-2) à Rengo      | 12-2 (09/11/1994)      | -                               |           |
| Pays-Bas         | 11  | 4  | 3  | 4   | 33  | 31  | +2   | 12/04/1982 (3-5) à Montreux  | 19/06/2007 (7-0) à Montreux    | 7-0 (19/06/2007)       | 3-6 (08/10/1993)                |           |
| Portugal         | 20  | 0  | 0  | 20  | 25  | 164 | -139 | 12/04/1982 (1-21) à Montreux | 25/09/2011 (2-6) à San Juan    | -                      | 1-21 (12/04/1982)               |           |
| Suisse           | 13  | 2  | 2  | 9   | 28  | 50  | -22  | 10/05/1982 (1-3) à Barcelos  | 17/06/2011 (2-0) à Blanes      | 2-0 (17/06/2011)       | 4-9 (06/10/2001)                |           |
| Uruguay          | 1   | 1  | 0  | 0   | 10  | 1   | +9   | 30/09/2001 (10-1) à San Juan | -                              | 10-1 (30/09/2001)      | -                               |           |
| Total            | 218 | 71 | 28 | 119 | 747 | 931 | -184 |                              |                                | Inde 39-1 (18/11/1992) | Portugal 1-21 (12/04/1982)      |           |

## Effectif actuel
| Nom                                 | Poste           | Club                               |
| ----------------------------------- | --------------- | ---------------------------------- |
| Francisco Veludo                    | Gardien         | HC Os Tigres (D1 portugaise)       |
| Watanga                             | Gardien         | AA Coimbra (D3 portugaise)         |
| Hugo Garcia                         | Gardien         | CD Paço de Arcos (D1 portugaise)   |
| João Pinto                          | Joueur de champ | Sporting CP (D1 portugaise)        |
| André Centeno                       | Joueur de champ | Juventude de Viana (D1 portugaise) |
| Martin Payero                       | Joueur de champ | CP Cerceda (D1 espagnole)          |
| Jose Campos "Ziga"                  | Joueur de champ | Valença HC (D2 portugaise)         |
| Filipe Bernardino                   | Joueur de champ | HC Os Tigres (D1 portugaise)       |
| Johe                                | Joueur de champ | HC Os Tigres (D1 portugaise)       |
| Humberto Mendes "Big"               | Joueur de champ | CP Manlleu (D1 espagnole)          |
| Márcio Fernandes                    | Joueur de champ | Petro de Luanda                    |
| Hercânio Chitaca Calenga "Paizinho" | Joueur de champ | Caála                              |
| Anderson Neri                       | Joueur de champ | 1° de Agosto                       |